# Henk van Steenis
Hendrik Jan (Henk) van Steenis (Noordeloos, 6 maart 1908 – Utrecht, 6 februari 1965) was een Nederlands civiel ingenieur, architect, politicus, schaker en voorzitter van de KNSB.

## Leven en werk
Henk van Steenis was het jongste kind van de anarchistische onderwijzer Jan van Steenis (1856-1910) en Jannigje Spiering (1865-1949). Hij had vijf broers en vier zusters. Zijn vader overleed toen hij twee jaar oud was, en het gezin verhuisde naar Utrecht waar hij de HBS volgde. Hierna studeerde hij weg- en waterbouwkunde aan de Technische Hogeschool Delft. Hij werd civiel ingenieur en woonde in Delft, Leeuwarden, Nieuwer-Amstel en Utrecht en was ook enige tijd leraar aan de MTS in Utrecht. Hij was na de Tweede Wereldoorlog oprichter van de Coörporatieve Vereniging Ingenieursbureau Van Steenis, dat een van de eerste Nederlandse coöperaties van werknemers was. Op het gebied van medezeggenschap was het bedrijf vooruitstrevend en innoverend. Op de Algemene Vergadering konden alle leden en medewerkers die langer dan twee jaar in dienst waren stemmen over de koers van het bedrijf. Het grootste deel van de winst van het bedrijf werd gebruikt om reserves op te bouwen, en de rest werd verdeeld over het personeel en de opdrachtgevers. Van Steenis zag dit als een model dat op de gehele economie toegepast zou kunnen worden, en het kwam dan ook overeen met de sociaaleconomische standpunten in het eerste programma van de PSP.

## Politiek
Henk van Steenis was voorzitter van het (politieke) "Daklozenberaad" en de "Actiegroep tot vorming van een Partij op Anti-militaristische en Socialistische Grondslag", waaruit de politieke partij PSP is ontstaan. Hij was onder meer voorzitter en lijsttrekker van de PSP (januari 1957 - mei 1959) en vicevoorzitter van de PSP (mei 1959 - 1962). Van Steenis was lid van de gemeenteraad van Utrecht. 
Het doel van de oprichting van de PSP was volgens Van Steenis om aan te tonen dat het pacifisme geen 'hersenschim' is, maar een realiseerbaar ideaal. De partij moest volgens hem niet proberen om zo groot mogelijk te worden, maar om de 'geesten van mensen te beïnvloeden'. Anders dan veel latere PSP'ers was Van Steenis een 'principieel pacifist', die zijn idealen baseerde op 'de beginselen van het Evangelie en de opdracht van Christus'.

## Schaken

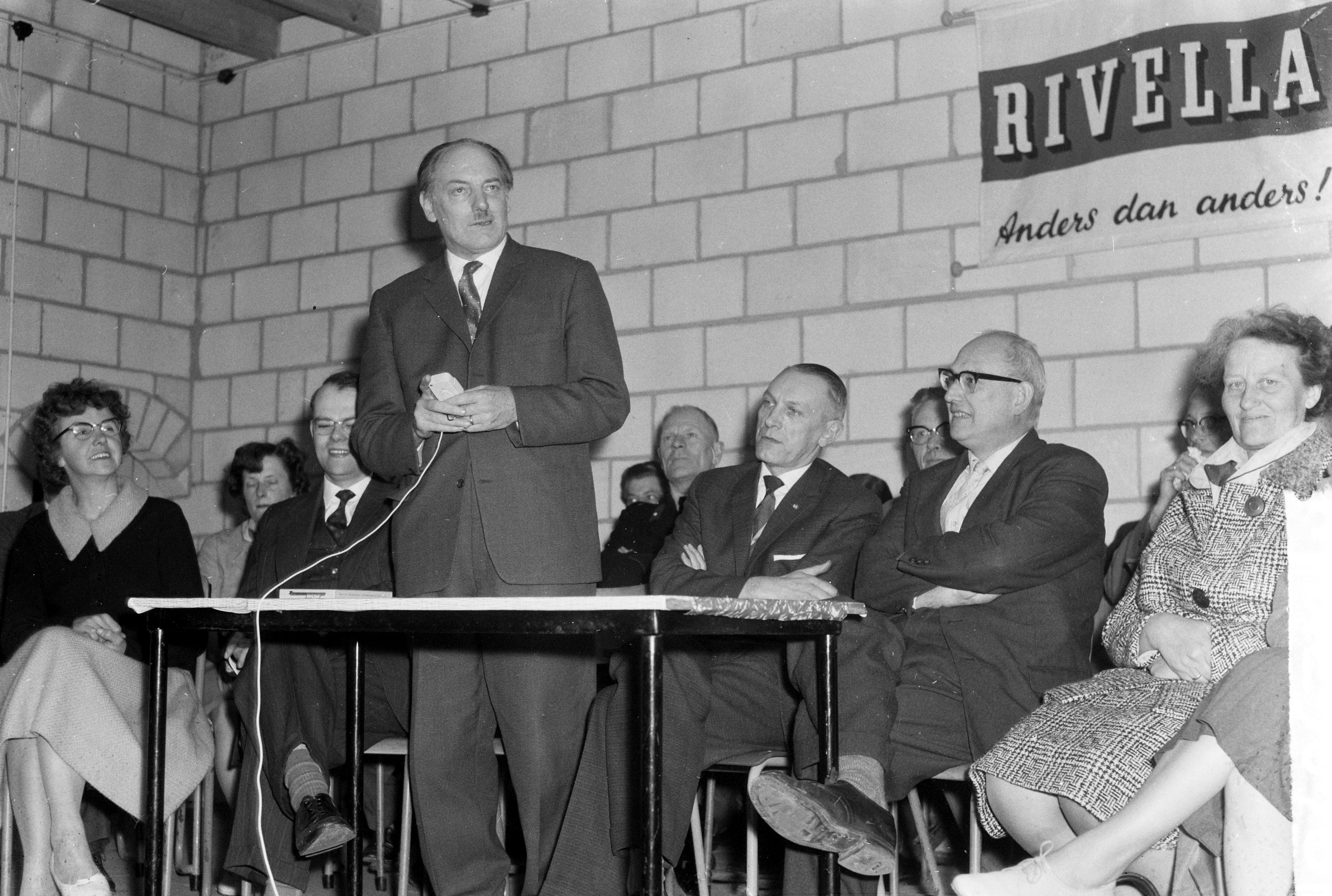
Van Steenis als voorzitter van de schaakbond (1961)

Van Steenis was een fanatiek schaker en een van de trouwste leden van Schaakclub Utrecht. Zijn schaakstijl weerspiegelde zijn karakter: aanvallend, verrassend, met diverse offers. Van Steenis won het Daniël Noteboom-toernooi drie keer, in 1941, 1942 en 1947. Hij werd na de oorlog voorzitter van de Schaakclub Utrecht en later ook (15 jaar lang) van de KNSB (Nederlandse schaakbond). Als voorzitter van de KNSB was hij onder meer betrokken bij de organisatie van de kandidatenmatches van 1961 op Curaçao, waar Bobby Fischer het moest opnemen tegen de Russen. Van Steenis was 'een schurk, maar wel een schurk van formaat', volgens Hans Bouwmeester, en dat was liefkozend bedoeld, want Van Steenis was een goede vriend van hem.
Het archief van Henk van Steenis ligt bij het IISG, met onder meer stukken betreffende de Nederlandse Volksbeweging, afdeling Nieuwer-Amstel 1945, het Ingenieursbureau Van Steenis en de gemeentepolitiek in Utrecht.

## Publicaties van Henk van Steenis
- H.J. van Steenis, H.J. Lankhorst en P. Schut: Nieuwe wegen! (Naar vrede, vrijheid en gerechtigheid). Amsterdam, 1957.
- H.J. van Steenis: Schaken. Amsterdam, Duwaer, 1957.
- W. Schermerhorn en H.J. van Steenis: Leerboek der landmeetkunde voor het middelbaar en hoger technisch onderwijs en voor de praktijk. Amsterdam, 1941. (9e druk, 1982: W. Schermerhorn, H.J. van Steenis en C. Wagenaar: Landmeten en waterpassen voor b, ww en lm (leerboek voor het onderwijs en de praktĳk) (8e druk, 1976: Landmeten en waterpassen voor bouwkundigen, ISBN 90-10-10216-5)

## Publicaties over Henk van Steenis
- Paul Denekamp: Onstuimig maar geduldig, Interviews en biografische schetsen uit de geschiedenis van de PSP. (Amsterdam, 1987), pp. 13–21. ISBN 90-72288-01-7
- Paul Denekamp: Hendrik Jan van Steenis, 1908-1965. In: Biografisch Woordenboek van Nederland, deel 6.